# Gigen
Gigen (bułg. Гиген) – wieś w Bułgarii, w obwodzie Plewen, w gminie Gulanci. Według danych szacunkowych Ujednoliconego Systemu Ewidencji Ludności oraz Usług Administracyjnych dla Ludności, 15 czerwca 2020 roku miejscowość liczyła 1 792 mieszkańców. W pobliżu wsi znajdują się ruiny starożytnego rzymskiego miasta Ulpia Eskus (Oescus), założonego przez cesarza Trajana w 106 roku.

## Osoby związane z miejscowością

### Urodzeni
- Płamen Donczew (1938) – bułgarski aktor
- Irina Fłorin (1961) – bułgarska piosenkarka